# Homatula wujiangensis
Homatula wujiangensis es una especie de peces de la familia Balitoridae en el orden de los Cypriniformes.

## Distribución geográfica
Se encuentra en Sichuan (China).

## Hábitat
Es un pez de agua dulce.